# حزب آریا
حزب آریا (بالفارسية: حزب آریا، "Ḥezb-e Āryā") ' حزب الآرية '.  حزب سياسي في إيران موالي لسياسات البريطانية والقوى المناهضة لشيوعية.
جنبا إلى جنب مع الأحزاب اليمينية الصغيرة الأخرى مثل الحزب الإيراني، ألقى باللوم على جميع العلل الاجتماعية للمجتمع الإيراني على الفتح الإسلامي لبلاد فارس.
الجنرال كان حسن عرفاي قائد الحزب. كان للحزب جناح عسكري نشط، حاشية ضباط الجيش الإيراني الإمبراطوري، بقيادة الجنرال. Deyhami. ومع ذلك كان العقل المدبر الحقيقي وراء ذلك الجنرال. حسن أخافي، الذي نظم الأحداث التي بلغت ذروتها في الانقلاب الإيراني عام 1953. العقيد وكان حسين منوشهري وأمين زاده ويحيي ومحمود عرام من بين الأعضاء البارزين. 
كان أعضاء الحزب يرتدون القمصان والقبعات الرمادية ويحاكيون مظهر النازية الألمانية. بشكل عام، كان للحزب ميول اشتراكية وطنية.